# Antonio Repullo
Antonio Repullo Milla (Cádiz, 5 de mayo de 1975) es un abogado y político español, diputado del Partido Popular de Andalucía en el Parlamento de Andalucía en la XII legislatura. Está casado y es padre de tres hijos.

## Biografía
Antonio Repullo, nace en Cádiz pero es cordobés de adopción ya que su familia se trasladó a la ciudad en su infancia y allí estudió posteriormente derecho en la Universidad de Córdoba. Pertenece al Colegio de Abogados de misma ciudad desde el 15 de enero de 2003 con número de colegiado 3417.

## Cargos desempeñados
Públicos
- En junio de 2012 es nombrado gerente del Consorcio de Desarrollo Económico de la Diputación provincial.[1]
- De 2016 a 2018, desempeña la función de Jefe de gabinete de la Subdelegación del Gobierno España en Córdoba.[2]
- De febrero de 2019 a mayo de 2022 es nombrado Delegado del Gobierno de la Junta de Andalucía en Córdoba.[3]

Políticos
- En el 16º Congreso Regional del PP de Andalucía, celebrado en Granada en noviembre de 2021, Antonio Repullo es nombrado coordinador general del PP andaluz.[4]
- En septiembre de 2022 es nombrado Secretario General del Partido Popular de Andalucía.[5]